# 抗原処理関連トランスポーター
抗原処理関連トランスポーター（こうげんしょりかんれんトランスポーター、英: transporter associated with antigen processing、略称: TAP）は、ABC輸送体ファミリーに属するタンパク質複合体である。TAPは細胞質基質のペプチドを小胞体へ輸送し、そこではMHCクラスI分子と結合している。
TAPはTAP-1、TAP-2と呼ばれる2つのタンパク質から構成され、そのそれぞれに疎水的領域とATP結合領域が1つずつ存在する。これらのタンパク質はヘテロ二量体を形成し、4つのドメインからなるトランスポーターが形成される。

## 機能
TAPトランスポーターは小胞体に位置し、ペプチドローディング複合体（PLC）と関係している。この複合体はカルレティキュリン、ERp57、TAP、タパシン、MHCクラスI分子からなり、ペプチドが完全にローディングされるまでMHC分子を保持する役割を果たしている。

### ペプチド輸送
TAPを介したペプチド輸送は多段階の過程で進行する。ペプチド結合ポケットはTAP-1とTAP-2によって形成される。TAPとペプチドの結合はATP非依存的なイベントであり、ペプチドがTAPに結合する速い結合段階に続いて、ゆっくりとしたTAP複合体の異性化段階が生じる。TAPのコンフォメーション変化によってATPの加水分解が開始され、ペプチド輸送が開始されることが示唆されている。
ペプチドの輸送にはTAP-1とTAP-2の双方のヌクレオチド結合ドメインが必要であり、各ドメイン単独ではATPを加水分解することはできない。輸送の正確な機構は未解明であるが、輸送過程の第一段階はTAP-1へのATPの結合であり、TAP-1へのATPの結合がTAP-2へのATPの結合を誘導することが示唆されている。また、ペプチドがロードされたMHCクラスI分子に対するドッキングの解除は、TAP-1サブユニットからのシグナルによって引き起こされるTAPの輸送サイクルと関連していることが示されている。

### 特異性
TAPのATPアーゼ活性は正しい基質の存在に高度にイオンしており、ペプチドの結合はATP加水分解の必要条件となっている。これによって、ペプチド非依存的な加水分解によるATPの浪費が防止されている。
TAPの基質特異性は、グリコシル化を利用して小胞体中のペプチドを捕捉する方法で調査されている。TAPは8から16残基のペプチドに対して等しい親和性で結合する一方、ペプチドの輸送は8から12残基の長さが最も効率的であり、12残基より長いペプチドに関しては効率が低下した。一方で効率は低いものの、40残基以上のペプチドも輸送される。MHCクラスI分子への親和性が低いペプチドはATP依存的な排出タンパク質によって小胞体外へ輸送される。こうした大まかな機構は、高い親和性を有するペプチドのみがMHCクラスI分子に結合することを保証する機構となっている可能性がある。